# Šingrot
Šingrot (dle DIBAVOD a základních map České republiky též Nový rybník) je rybník u Moravských Budějovic. Nachází se západně od města na Vranínském potoce, východně od něj se nachází rybník Nový u háje. Šingrot je sedmý největší rybník v okrese Třebíč. Jeho rozloha je 13 ha. Slouží pouze k chovným účelům.
Šingrot měl být vybudován v polovině 20. století, kdy na území západně od Moravských Budějovic (přibližně v prostorech rybníků Šingrotu a Nového u háje) měl existovat Budějovický rybník, ten zanikl v 60. letech 19. století. Šingrot patří k tzv. Přírodě blízkým vodním plochám.